# Lužnice (přítok Berounky)
Potok Lužnice je malý potok v okrese Rokycany, pravostranný přítok řeky Berounky. Délka toku je přibližně 2 km.
Pramení na katastru obce Bušovice – u vsi Střapole a vtéká do Berounky pod vsí Sedlecko.
Ve starší literatuře se lze setkat s pojmenováním tohoto toku Lučnice.